# کیوی کورپوریشن
کیوی کورپوریشن (انگلیسی: Qiwi Corporation) شرکت خدمات مالی روسی قبرسی است، که در سال ۲۰۰۷ تأسیس شد.